# Euphlyctis aloysii
Espèce
Euphlyctis aloysii est une espèce d'amphibiens de la famille des Dicroglossidae.

## Répartition
Cette espèce est endémique du Karnataka en Inde.

## Description
Les femelles mesurent de 31,8 à 45,2 mm.

## Étymologie
Cette espèce est nommée en l'honneur d'Aloysius Gonzaga (1568-1591).

## Publication originale
- Joshy, Alam, Kurabayashi, Sumida & Kuramoto, 2009 : Two new species of the genus Euphlyctis (Anura, Ranidae) from southwestern India, revealed by molecular and morphological comparisons. Alytes, Paris, vol. 26, no 1/4, p. 97-116 (texte intégral).